# 벌컨 (스타 트렉)

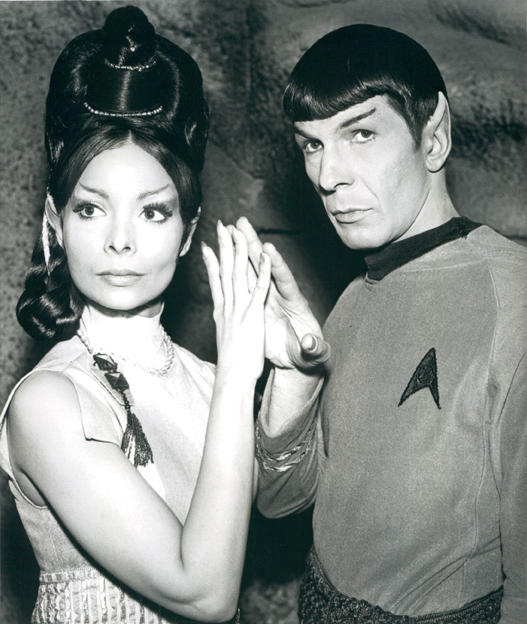
(NBC-Television의 홍보 사진) 티프링(T'Pring, 알린 마르텔(Arlene Martel)분)과 스팍(Spock, 레너드 니모이(Leonard Nimoy)분)의 사진

벌컨(영어: Vulcan)은 스타 트렉의 외계 종족으로, 스타플릿 장교로는 엔터프라이즈 (NX-01)의 트팔(T'Pol, 부함장), USS 엔터프라이즈 (NCC-1701, 오리지널)의 스팍(Spock, 과학 장교)-다만, 완전한 벌컨은 아니고 50% 인간, 50% 벌컨인 상태이다(이유는 어머니가 인간이기 때문.)-, USS 보이저 (NCC-74656)의 투박(Tuvok, 소령) 등이 있다.
이들은 320년부터 독자적인 국가를 수립하여 성장하였으나 5~6세기경 내전 때 거의 멸망의 위기에 몰렸다가 깨달음을 얻은 수락(Surak)의 가르침에 의하여 다시 재건하였다.(수락의 가르침은 키샤라(Kir'Shara)에 새겨져 있다.) 그러나 그들이 재건하여 다시 행성 간 여행을 하기까지는 1500년이 걸렸다고 한다. 2063년 4월 5일 지구에서 광속 비행이 성공하자 지구인과 조우하였다. 또한 이들은 지구인에게 벌컨의 기술을 알려 주었고, 이는 지구인들이 우주 개척을 하는 데 큰 영향을 미친다.(그러나 거울 우주(Mirror Universe)에서는 2063년 4월 5일 벌컨 우주선이 착륙하자, 제프람 코크란이 죽였다. 이때부터 제국의 역사가 시작된다.)
벌컨인의 수명은 편차가 크나 대부분 약 200~600년이며 헤모시아닌, 즉 구리를 기반으로 하는 산소 운반 단백질이 포함된 피를 가지고 있고 심장의 위치가 '인간의 간'의 위치에 있다. 벌컨은 인간처럼, 노년기가 되면 치매와 비슷한 질병을 앓는데, 이 질병을 "벤디 증후군"(Bendii Syndrome)이라 한다. 벤디 증후군은, 이성을 관장하는 뇌의 부분이 노화되어(치매와 비슷함) 감정을 제대로 제어할 수 없는 상태로 되어 가는 질병으로, 스타 트렉에서, 2369년 현재 벤디 증후군에 대한 치료법은 없는 상태이다. 이들은 논리와 이성을 중요시하며 감정을 억제하는 편이다. 반면, 로뮬런은 벌컨과는 달리 감정에 휘둘리는 편이며, 계급 관계가 확고하다.
벌컨인들은 7년 주기로 생식기가 찾아오는데 이를 가리켜 '폰 파'라 부른다. 이때는 벌컨인들도 감정에 영향을 받게 된다. 이 때문에 서로 이성을 차지하려고 싸우는 경우도 있고 심지어는 자살하기까지 한다. 게다가 이때에 제대로 대처하지 않으면 호르몬 불균형으로 사망하기도 한다.
벌컨에는 '벌컨 사이언스 아카데미'(Vulcan Science Academy)라 불리는 교육 기관이 있다. 벌컨 법률에 의하면, 모든 벌컨들은 '벌컨 사이언스 아카데미'과정을 거쳐야 한다고 되어 있으나, 스팍은 예외적으로 스타플릿, 즉 연방의 우주함대에 입대하였다.

## 같이 보기
- 로뮬런
- 티칼인켓(T'Kal-in-ket)